# Goierri
Goierri és una comarca del territori històric de Guipúscoa. Es troba en la part sud oriental de la província limitant al sud amb Navarra i Àlaba, a l'oest amb l'Alt Deba i al nord amb les comarques de Urola-Costa i al nord-est amb Tolosaldea. El terme goierri o goiherri significa país alt i és la denominació tradicional amb la qual es diu a la conca alta del riu Oria, en contraposició amb el Beterri (país baix) que és la conca baixa d'aquest riu, Tolosaldea i Donostialdea. En sentit estricte, el Goierri és per tant la comarca que engloba la conca alta del riu Oria. La formen 17 municipis amb una població d'una mica menys de 40.000 habitants i posseïx una extensió d'uns 250 km². No obstant això, en un sentit més ampli, en parlar del Goierri, de vegades se sol englobar també la conca alta de la veïna vall de l'Urola, la subcomarca de l'Alt Urola. L'Alt Urola el formen 4 municipis, amb una extensió de 100 km² i una població que supera lleugerament els 25.000 habitants.
Degut al fet que al País Basc les comarques no estan delimitades oficialment, en parlar del Goierri es pot fer referència a qualsevol dels dos termes abans esmentats. Els municipis de l'Alt Urola i del Goierri comparteixen alguns serveis (per exemple la Mancomunitat de Sasieta que s'encarrega de la recollida d'escombraries), però posseïxen altres mancomunitats diferenciades, com agències de turisme i desenvolupament comarcal per separat. Geogràficament el Goierri el formen dues valls, la de l'Oria i la de l'Urola; sent el primer més ampli i el segon bastant estret. A la vall de l'Oria es troben les poblacions d'Itsasondo, Ordizia, Beasain, el barri de Iurre d'Olaberria, Segura i Zegama.
Les valls dels afluents de l'Oria són bastant importants, en la vall que forma el rierol Zaldibia es troba la població homònima, en el del Agauntza es troben Lazkao i Ataun; en el del rierol Ursuaran es troba Zaldibia i en el del'Estanda, Ormaiztegi. La vall de l'Estanda i el del seu tributari, el Santa Lucía, formen un passadís que comunica la vall de l'Oria amb el de l'Urola. La vall de l'Oria és un important eix de comunicacions, ja que és travessat per la via fèrria de RENFE Madrid-Irun i l'autovia A-1 (antiga N-1 Madrid-Irun). La conca alta de l'Urola, forma una vall encaixonada i estreta. Formava una de les valls més aïllades i pitjor comunicades de Guipúscoa. Paradoxalment compta amb una sortida més fàcil cap a la vall de l'Oria que cap a la conca mitjana de l'Urola. La línia fèrria Madrid-Irun es va traçar fa ja més d'un segle entrant a Guipúscoa per la vall de l'Urola i comunicant-se amb el de l'Oria a través del corredor de Santa Lucía-Estanda. Actualment una autovia uneix Zumarraga amb Beasain i tot això ha contribuït a estrènyer llaços entre aquestes dues valls.
La comarca agrupa zones fortament urbanitzades i industrialitzades amb unes altres de caràcter rural. Entre les primeres destaca a la vall de l'Oria la conurbació Beasain-Ordizia-Lazkano, localitats que gairebé formen un continu urbà i que sumen una població conjunta de 25.000 habitants; i en l'Alt Urola, la conurbació Zumarraga-Urretxu-Legazpia amb una població que també ronda els 25.000 habitants. La principal activitat econòmica de la comarca és la industrial, centrada en el sector siderometal·lúrgic. La principal empresa de la comarca és la C.A.F. (Construcción y Auxiliar de Ferrocarriles), una empresa gairebé centenària situada en Beasain i dedicada a la fabricació de vagons de tren i metre. La CAF compta amb gairebé 2.000 treballadors i és el principal motor econòmic del Goierri. Altres empreses industrials d'importància al Goierri són la cooperativa Irizar d'Ormaiztegi que es dedica a carrossar autocars i que compta amb diverses plantes a l'estranger; la planta siderúrgica que posseeix Arcelor a Olaberria; la cooperativa Orkli de Ordizia que es dedica a la fabricació de vàlvules, Indar de Beasain que fabrica maquinària elèctrica, la fosa Ampo d'Idiazabal, Fosas del Estanda de Beasain o Gruas Jaso d'Idiazabal.
L'Alt Urola era una subcomarca que vivia gairebé totalment de la indústria siderúrgica. En la dècada del 1980 aquesta indústria va sofrir una forta reconversió que va afectar durament a l'economia local. En l'actualitat segueix tenint gran importància aquesta indústria, però amb menor puixança que antany. Destaquen GSB de Legazpi i la planta de Arcelor en Zumarraga. També és molt important l'empresa Bellota Herramientas de Legazpi que fabrica eines manuals. El sector serveis ocupa a la major part de la població activa, però té menor pes en l'economia local que en altres comarques basques a causa del gran pes de la indústria. Les capçaleres comarcals a nivell de comerç i serveis són principalment Beasain i Zumárraga. L'agricultura i la ramaderia són activitats econòmiques més aviat marginals i solament ocupen a una part significativa de la població en els petits municipis rurals de la comarca.

## Municipis del Goierri
| #      | Municipi                                | Alcalde                               | Partit Polític                                | Població | % Població | Territori km² |
| ------ | --------------------------------------- | ------------------------------------- | --------------------------------------------- | -------- | ---------- | ------------- |
| 1      | Altzaga                                 | Imanol Mujika Katarain                | Altzagako Artea Taldea (Indep.)               | 154      | 0,2        | 2,53          |
| 2      | Arama                                   | MªJosé Olazabal Aldasoro              | Aramako Herri Batzarra (Indep.)               | 164      | 0,3        | 1,33          |
| 3      | Ataun                                   | Bittor Oroz Izagirre                  | Herrigintza (Indep.)                          | 1.531    | 2,4        | 58,73         |
| 4      | Beasain                                 | Patxi Plazaola Muguruza               | PNB                                           | 12.584   | 19,6       | 30,02         |
| 5      | Zegama                                  | Miren Edurne Albizu Ormazabal         | Zegama Lantzen (Indep.)                       | 1.304    | 2,0        | 35,07         |
| 6      | Zerain                                  | José Manuel Oria Alustiza             | Zeraingo Herri Kandidatura (Indep.)           | 244      | 0,4        | 10,37         |
| 7      | Ezkio-Itsaso                            | José Ignacio Echezarreta Estala       | Ezkio-Itsaso Herrikideak (Indep.)             | 572      | 0,9        | 21,22         |
| 8      | Gabiria                                 | Miren Ainhoa Aizpuru Murua            | Gabiria Hautesle Elkarte (Indep.)             | 420      | 0,7        | 14,88         |
| 9      | Gaintza                                 | Ignacio Javier Garmendia Arruabarrena | Gaintzako Herritarrak (Indep.)                | 122      | 0,2        | 5,96          |
| 10     | Idiazabal                               | Antonio Irizar Imaz                   | Izal Bai (Indep.)                             | 2.164    | 3,4        | 29,47         |
| 11     | Itsasondo                               | Xabier Iturrioz Oiarbide              | ANB                                           | 565      | 0,9        | 8,94          |
| 12     | Lazkao                                  | Patxi Albisu Estensoro                | PNB                                           | 5.109    | 7,9        | 11,37         |
| 13     | Legazpi                                 | Sotero Plazaola Odriozola             | ANB                                           | 8.682    | 13,5       | 41,84         |
| 14     | Mutiloa                                 | Iñaki Ugalde Alustiza                 | Mutiloako Herri Kandidatura (Indep.)          | 168      | 0,3        | 8,61          |
| 15     | Olaberria                               | Txomin Mendoza Pérez                  | Olaberriarekin eta Olaberritarrak (Indep.)    | 917      | 1,4        | 6,92          |
| 16     | Ordizia                                 | José Miguel Santamaría Eceiza         | PNB                                           | 9.023    | 14,0       | 5,65          |
| 17     | Ormaiztegi                              | Jon Miren Intxausti Ugalde            | Ormaiztegiko Bizilagunak Elkarlanean (Indep.) | 1.248    | 1,9        | 6,77          |
| 18     | Segura                                  | Maixabel Telleria Urbizu              | Segura Lantzen (Indep.)                       | 1.238    | 1,9        | 9,22          |
| 19     | Urretxu                                 | Iñaki Zabala Bengoechea               | ANB                                           | 6,721    | 10,4       | 16,88         |
| 20     | Zaldibia                                | Francisco MªAyerbe Urbistondo         | Aralar                                        | 1.476    | 2,3        | 16,43         |
| 21     | Zumarraga                               | Antón Arbulu Ormaechea                | PSE-EE                                        | 9.944    | 15,5       | 19,42         |
| 22 (*) | Parzoneria General de Guipúscoa i Àlaba |                                       |                                               | 0        | 0,0        | 24,07         |
| 23 (*) | Parzoneria de Guipúscoa                 |                                       |                                               | 0        | 0,0        | 4,76          |
| 24 (*) | Mancomunitat d'Enirio de Aralar         |                                       |                                               | 0        | 0,0        | 34,04         |
|        | Goierri                                 |                                       |                                               | 64.350   | 100        | 424,5         |

22, 23 i 24 no són municipis, sinó Parzoneriess, forestes comunals, que no estan integrades en cap municipi.